# Église Saint-Vincent de Saint-Vincent-de-Pertignas
L'église Saint-Vincent est une église catholique située dans la commune de Saint-Vincent-de-Pertignas, dans le département de la Gironde, en France.

## Localisation
L'église se trouve au centre du village, sur la route départementale D127E1.

## Historique
L'église Saint-Vincent est construite à l'emplacement d'un édifice pré-roman, attesté en partie par les traces qui se trouvent dans le mur sud de la nef. L'église romane, des XIIe et XIIIe siècles, présente un plan simple : une nef, un faux transept surmonté d'un clocher sur coupole, un chœur et une abside en cul-de-four.
Le portail occidental conserve un riche décor historié sur les chapiteaux et à motifs végétaux sur les voussures. Le tympan est un ajout gothique. À l'intérieur, des chapiteaux historiés, représentatifs de l'art roman vers 1140, ornent l'arc triomphal du chœur et les piles du clocher.
L'église a été fortifiée au XIVe siècle pendant la Guerre de Cent Ans, d'où la bretèche sur la face ouest du clocher.
Divers éléments sont modifiés aux XVIe et XVIIIe siècles : le clocher est surélevé ; la nef est voûtée d'ogives ; la sacristie est réalisée en 1728 ; la chapelle nord en 1737. Un cadran solaire est ajouté sur le mur sud en 1744.
Les voûtes d'ogives de la nef sont restaurées au XIXe siècle et le chœur est orné d'un décor peint.
Une croix de mission, qui date de 1857, est érigée dans le cimetière de l'église.
L'édifice est classé au titre des monuments historiques en 2002.

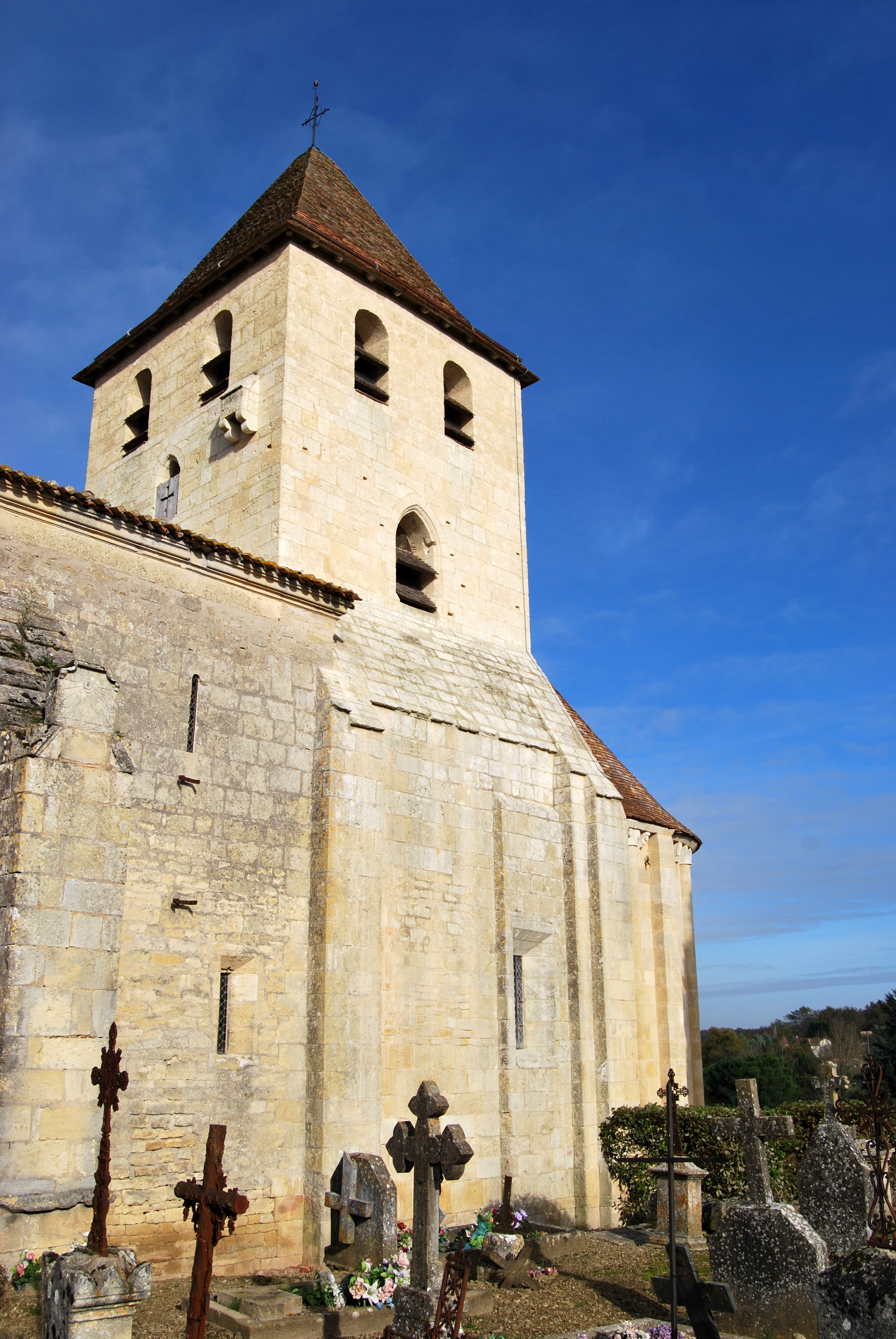
Vue du sud-ouest
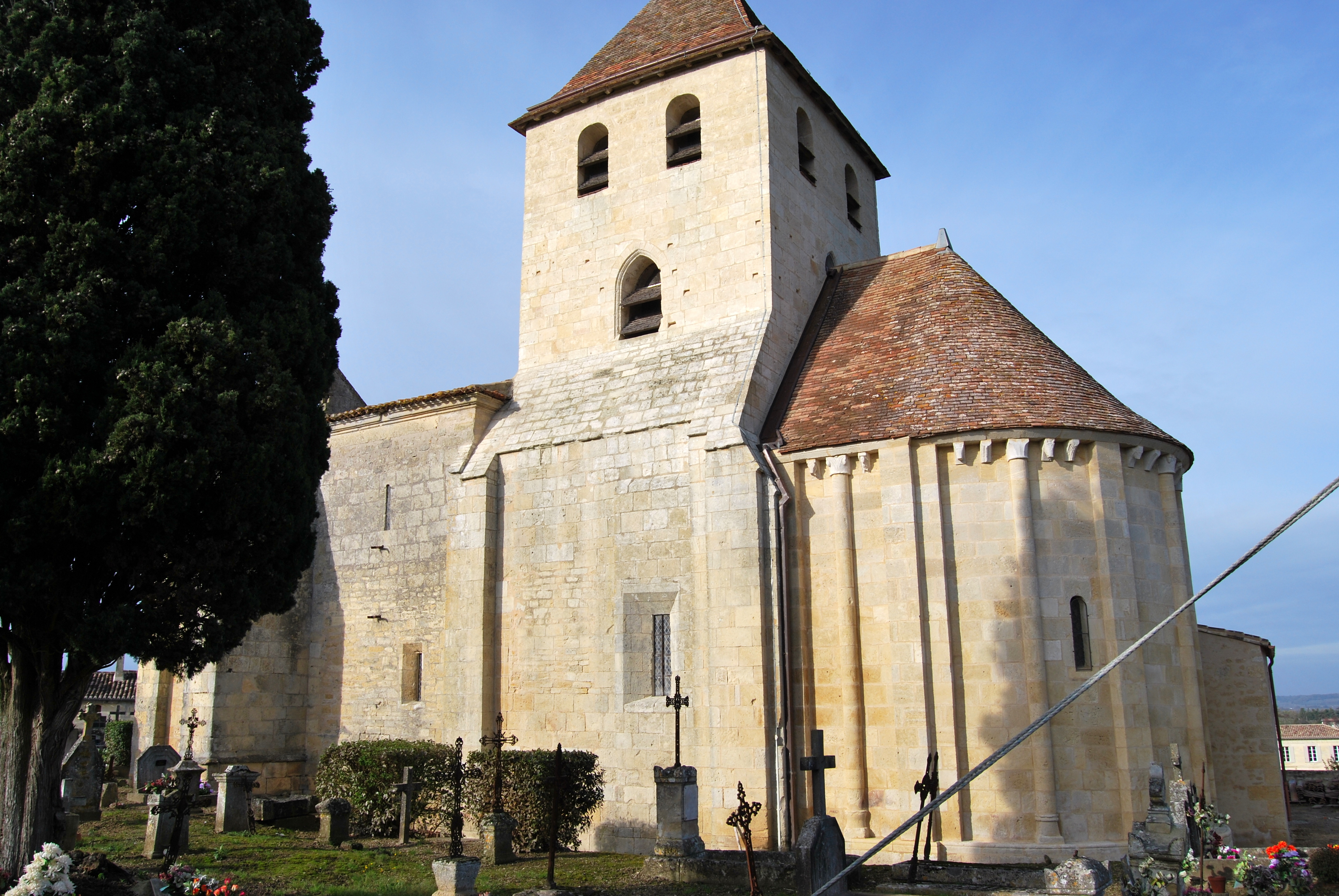
Vue du sud-est
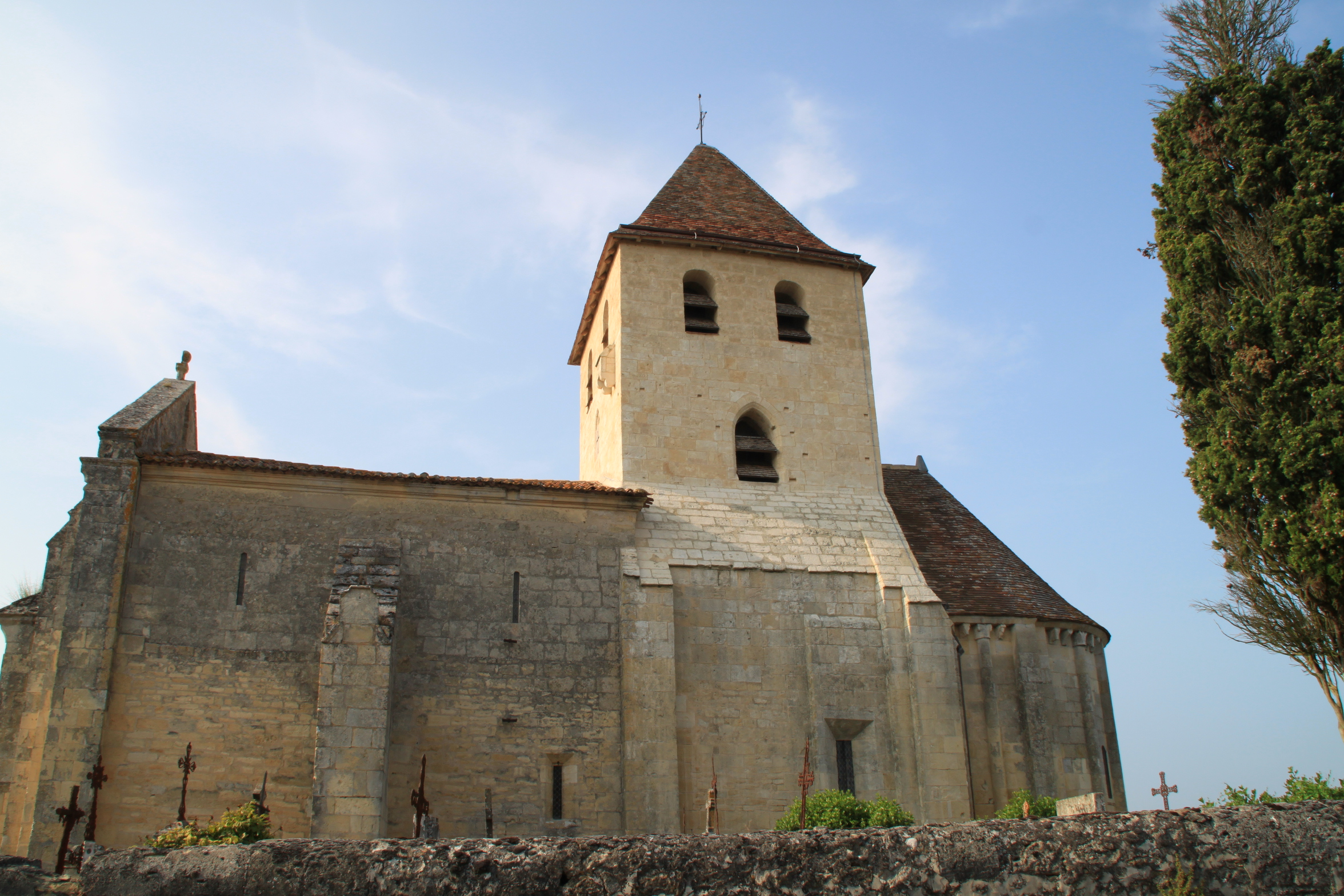
Vue du sud
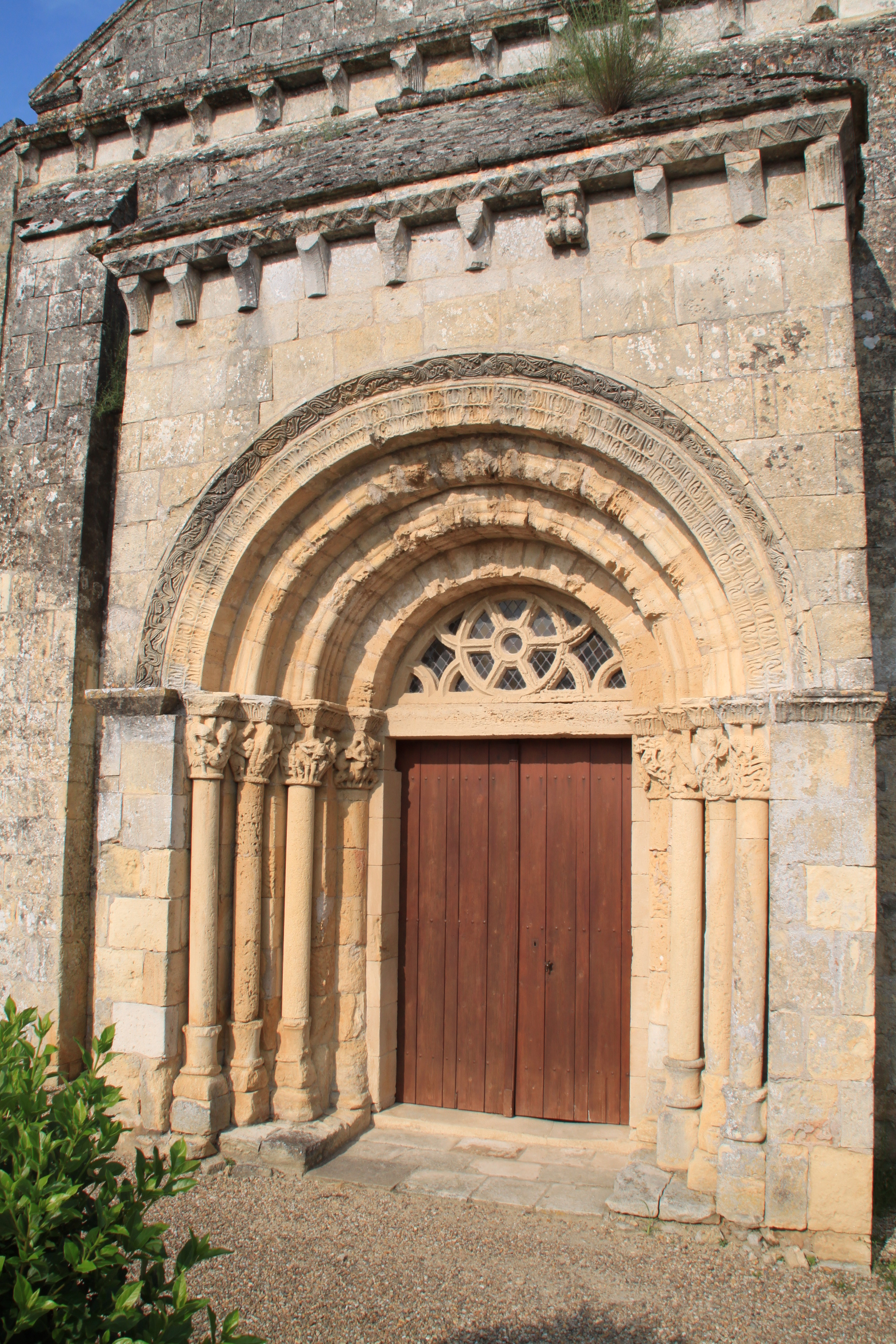
Portail roman
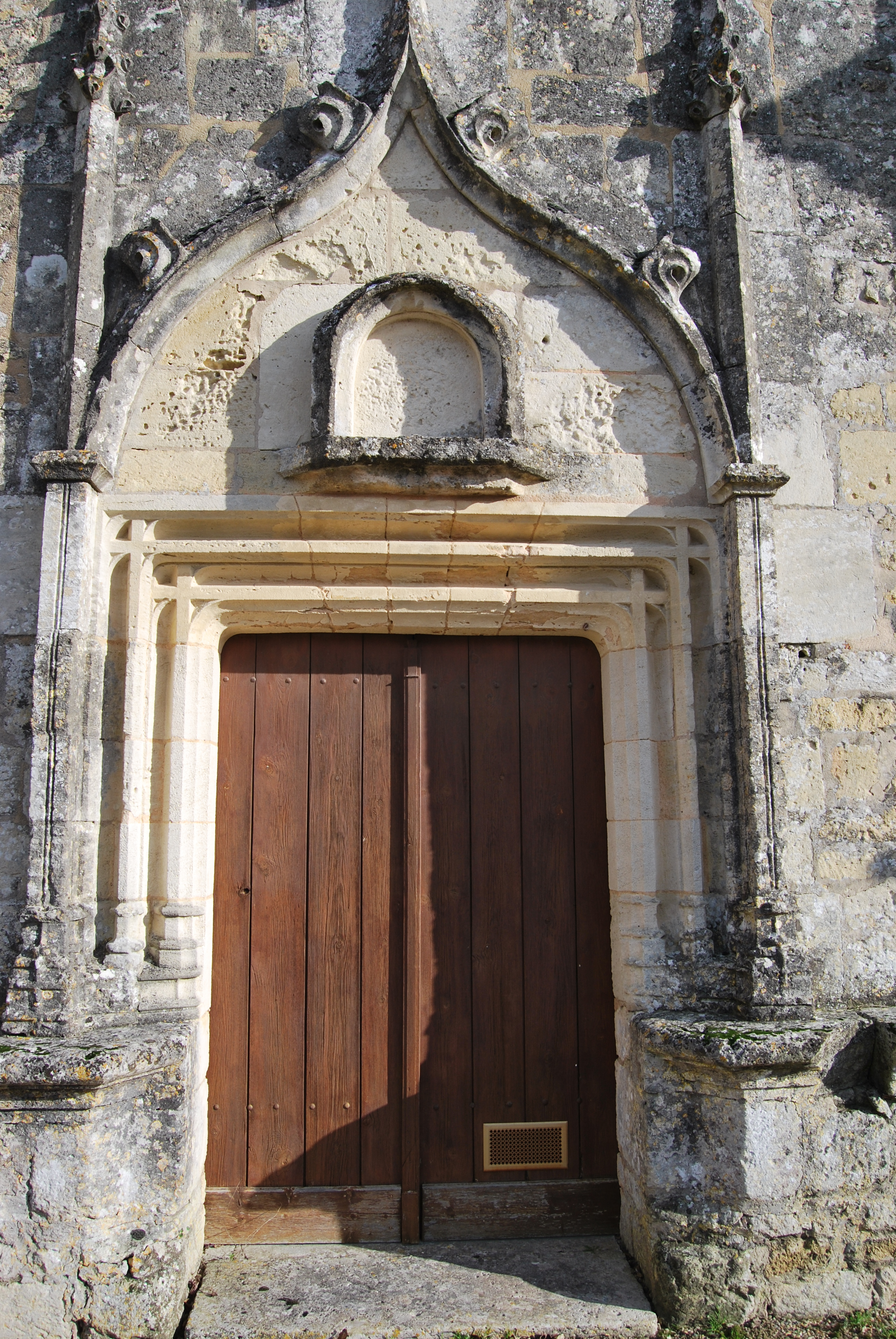
Portail gothique

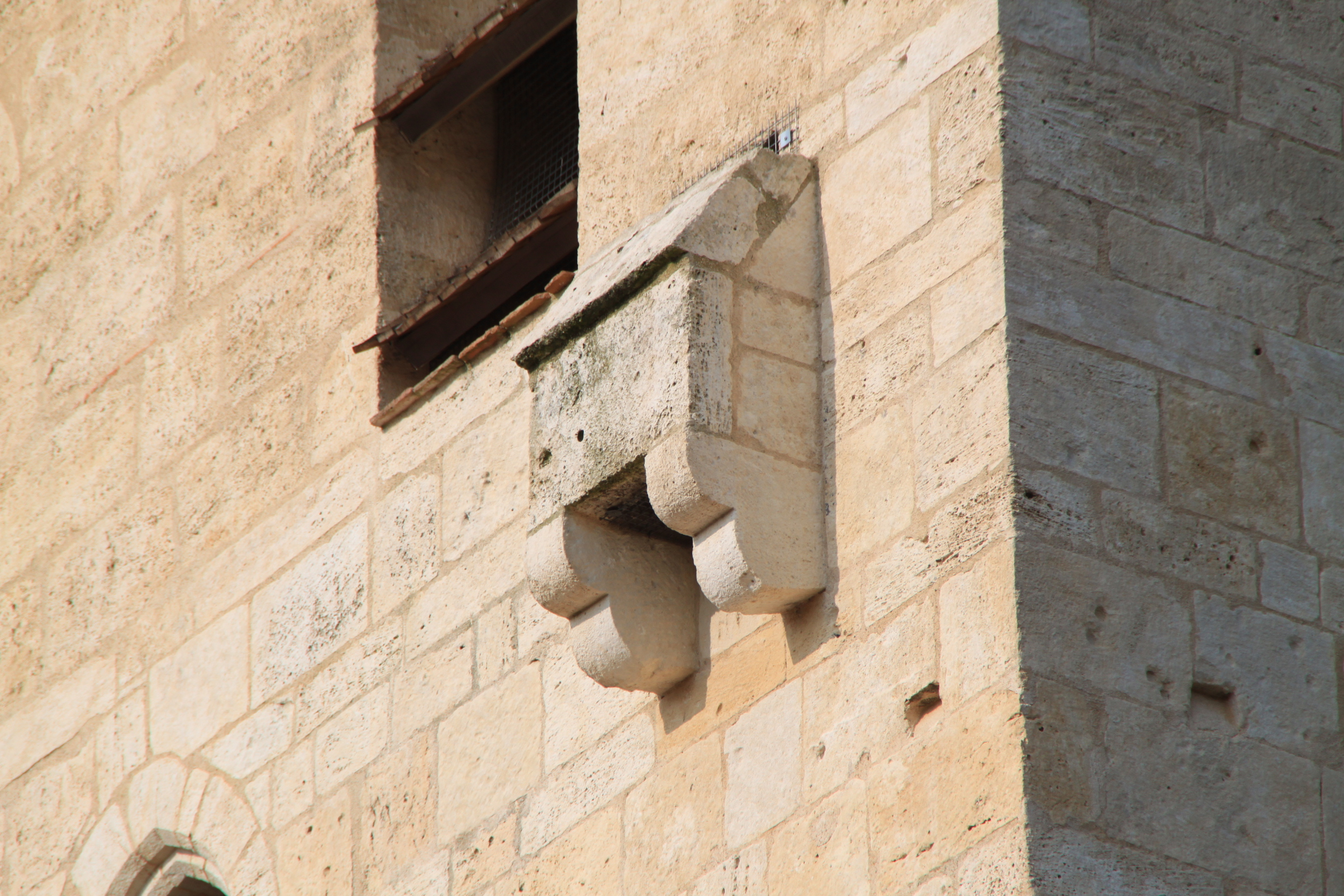
Bretèche
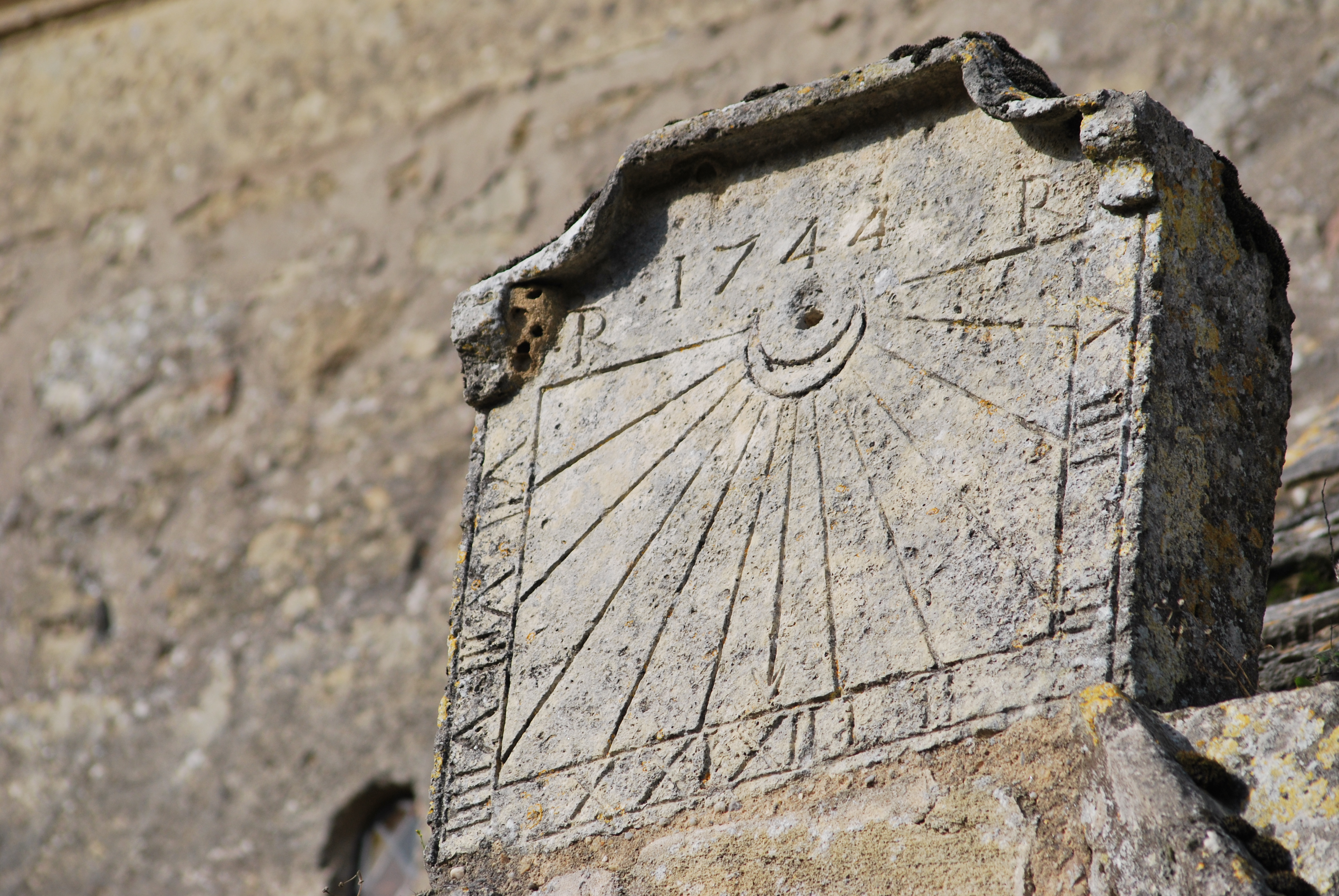
Cadran solaire
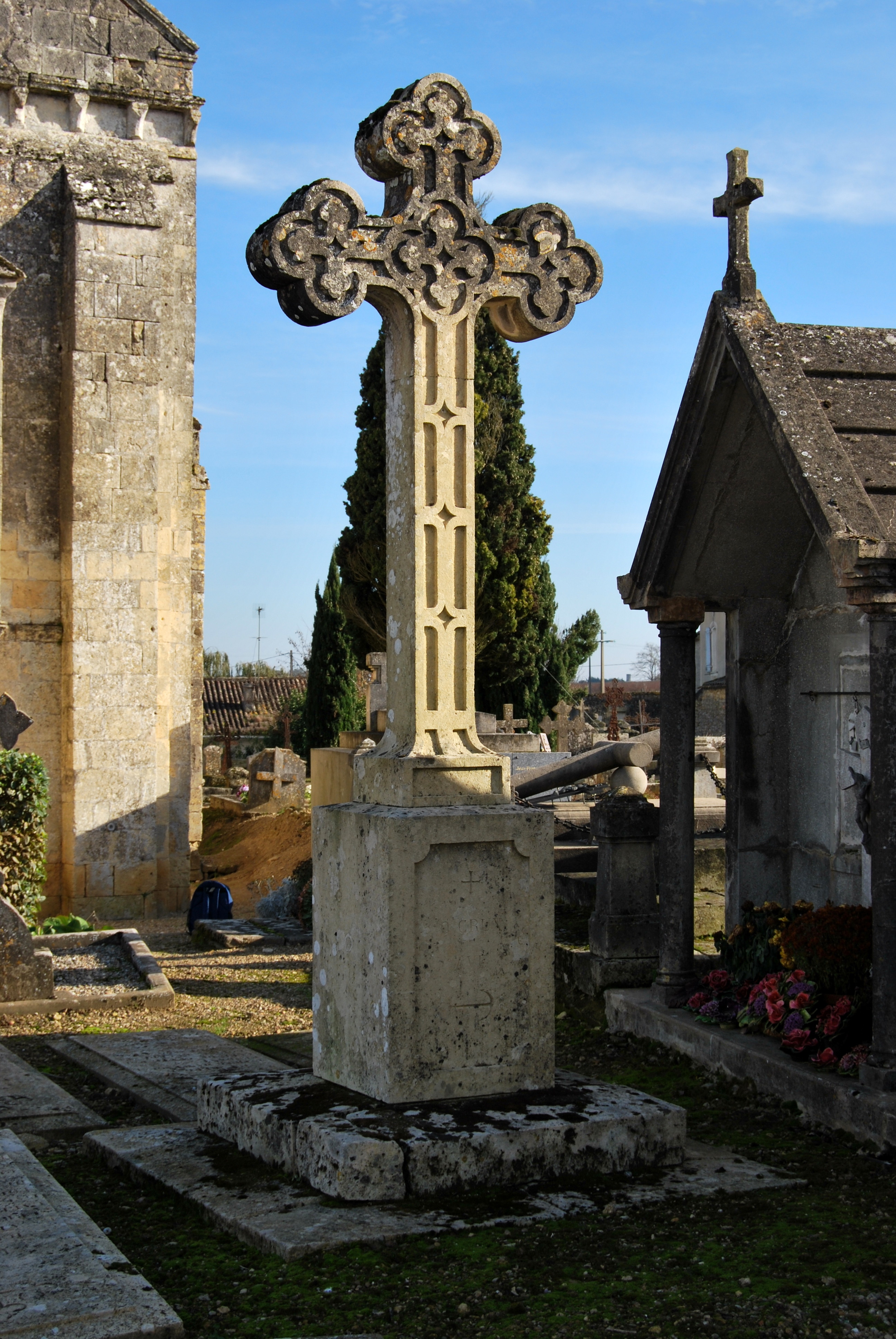
Croix de mission (1857)
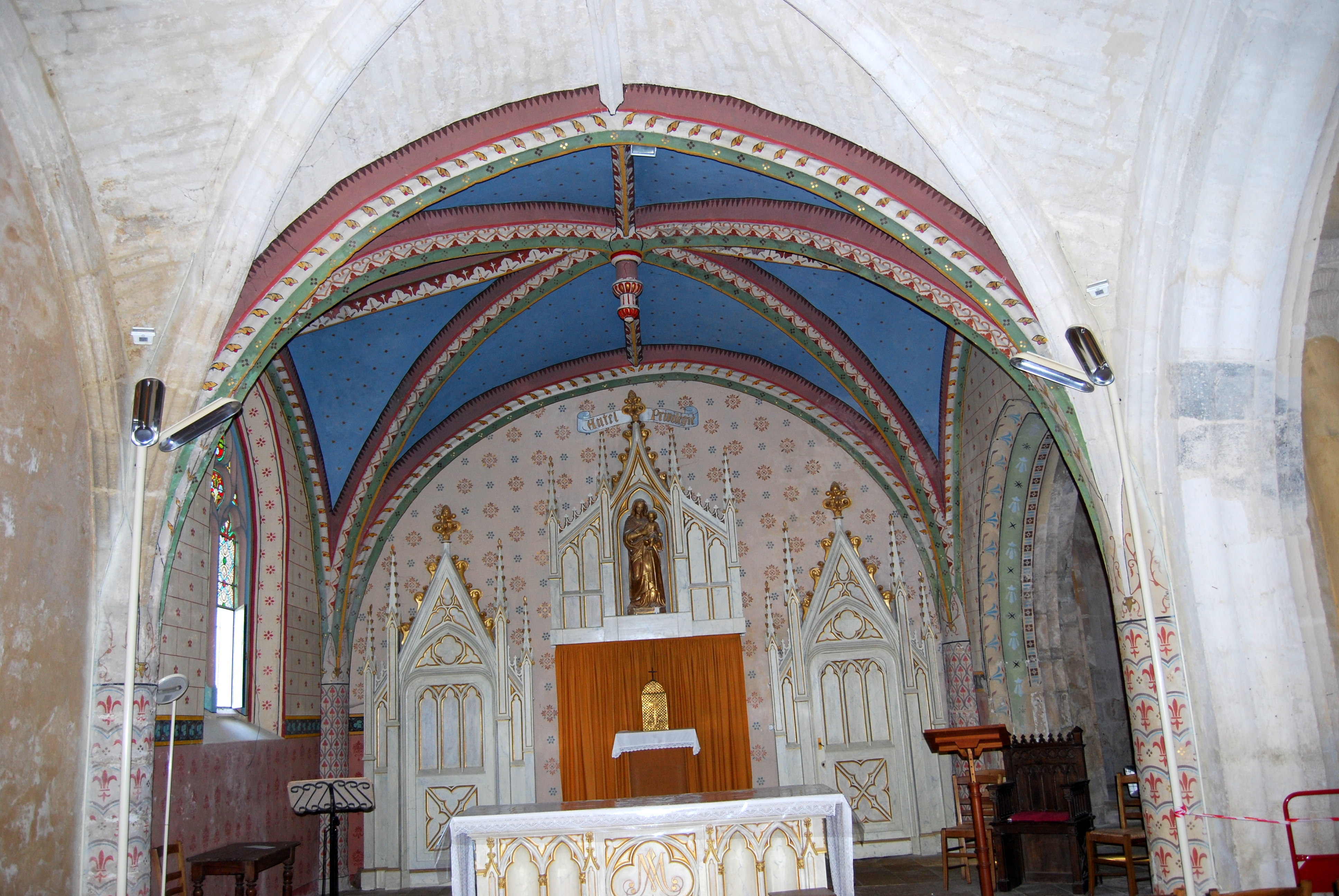
La chapelle sud
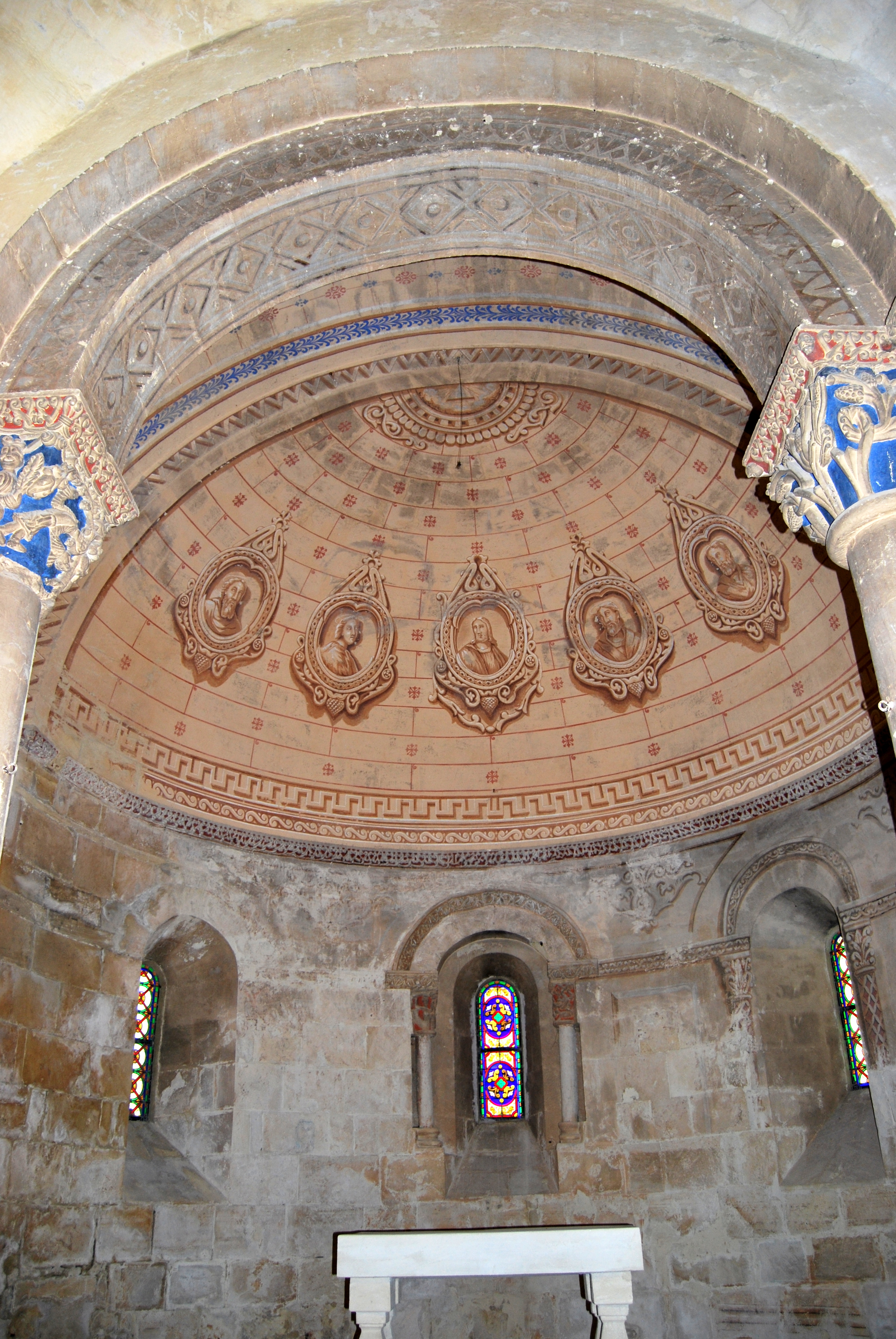
L'abside

## L'iconographie romane extérieure
Le programme iconographique roman repose sur une quinzaine de chapiteaux diversement conservés. Beaucoup de têtes ont été bûchées par des iconoclastes, les chapiteaux de l'intérieur étant moins abîmés que ceux de l'extérieur. Les deux zones du programme principal sont les ébrasures du portail occidental et l'ensemble croisée-sanctuaire. Le programme secondaire est exclusivement modillonnaire, avec des figures animales et humaines dispersées entre la façade et le chevet.
La facture des sculptures porte l'empreinte du XIIe siècle et au moins deux ateliers expérimentés ont travaillé.

### Le portail
Les compositions s'inspirent en partie de l'art régional bordelais et du style de l'abbaye de La Sauve-Majeure par la reprise de certains schémas ornementaux tels que la frise d'acanthes sèches de la quatrième voussure et sur les huit tailloirs du portail.
Le tympan du portail est un ajout gothique.

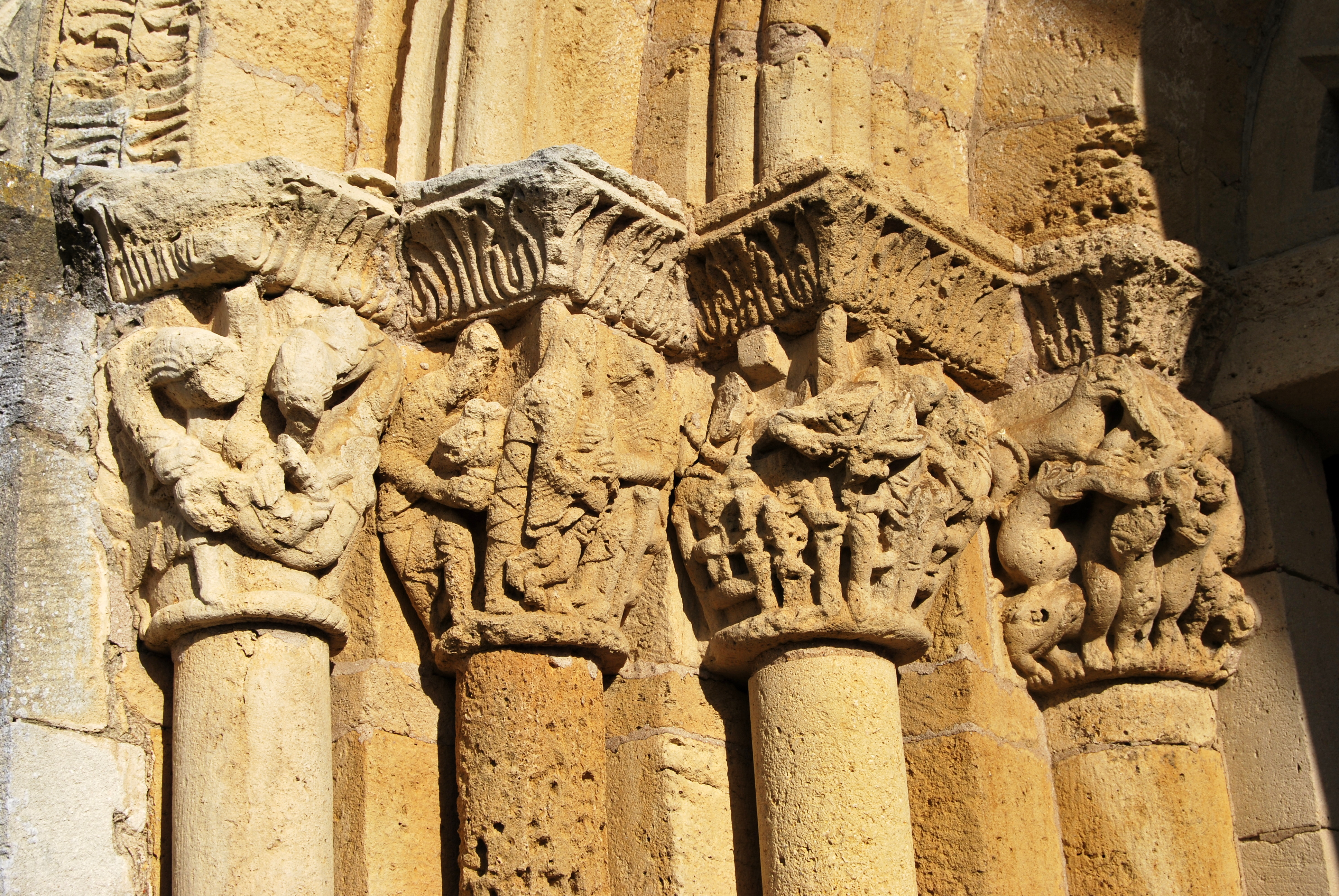
Ébrasement nord.
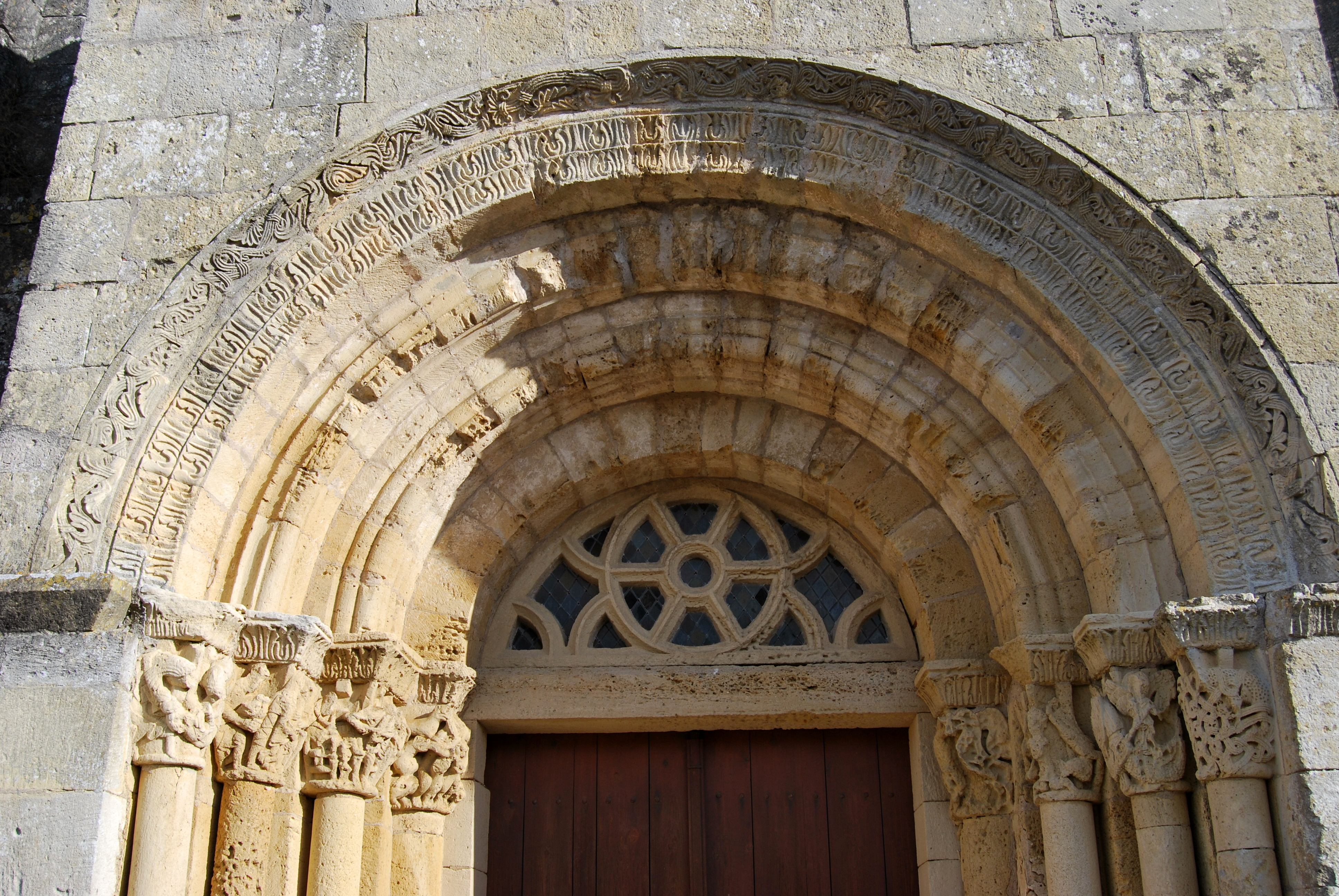
Voussures et tympan.
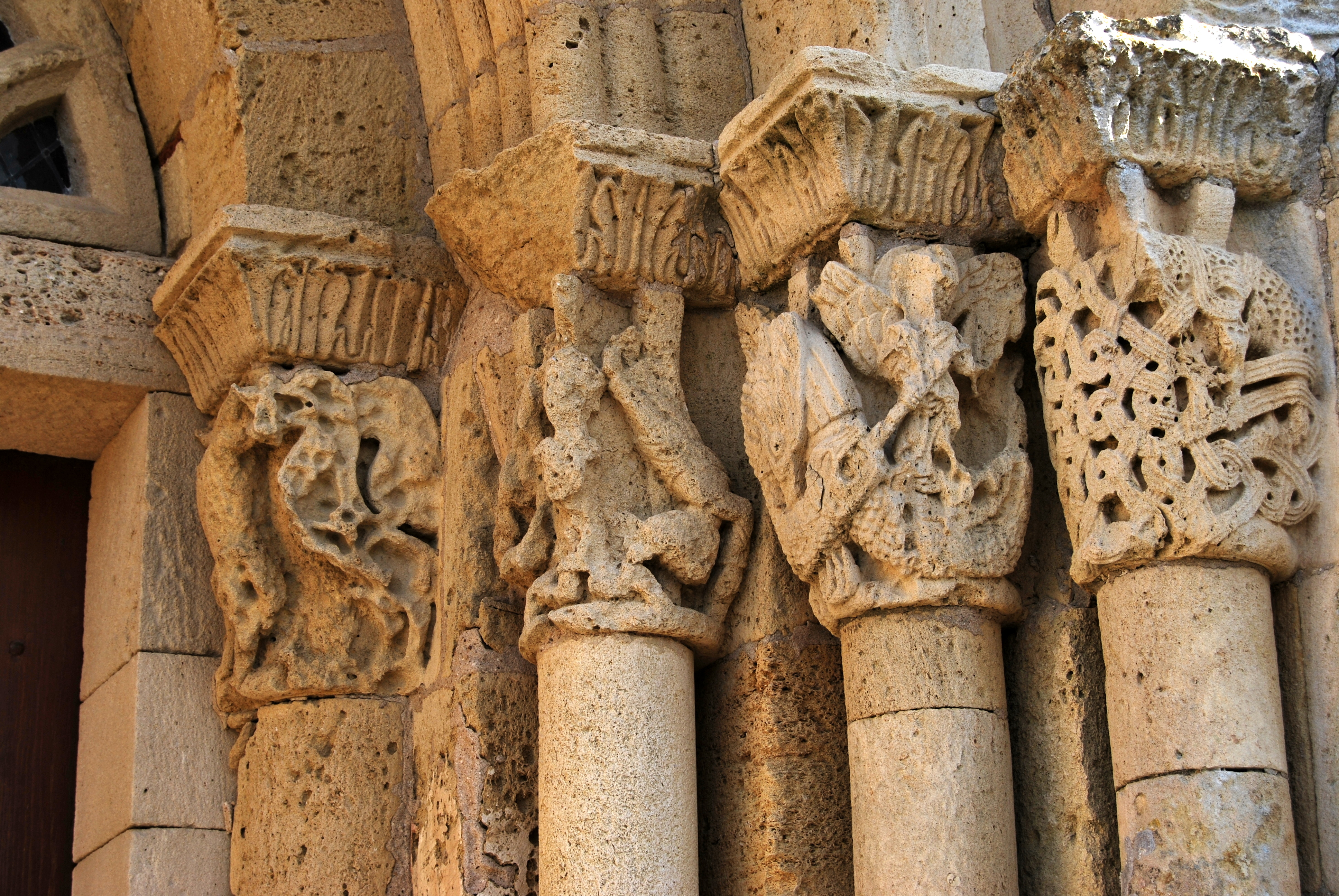
Ébrasement sud.

#### Ébrasement nord

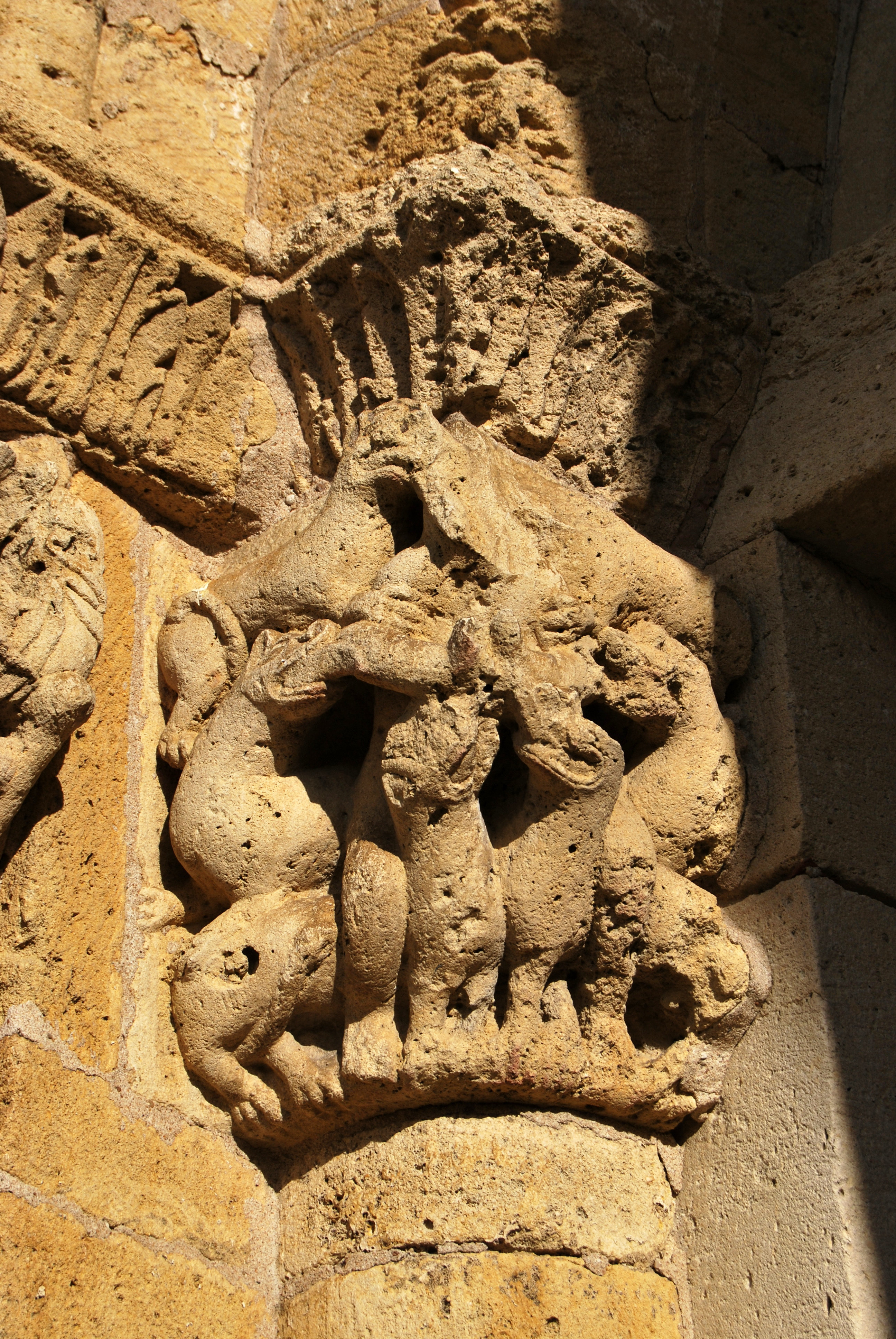
L'homme entre six lionceaux.

Chapiteau N1 : L'homme entre six lionceaux
Sur l'angle de la corbeille, un pécheur en prières est léché par six lions. L'homme — qui a malencontreusement été décapité par des iconoclastes — prie avec les deux mains jointes. Il est apparemment à moitié nu, les jambes écartées, assis sur l'encolure de deux lions qui lui lèchent les avant-bras. De chaque côté, se trouvent quatre autres lions qui lui lèchent les coudes et les oreilles.
Dans certains guides touristiques, ce chapiteau est abusivement décrit comme représentant Daniel entre les lions, un thème populaire dans la région. Quand la représentation d'un homme avec des lions fait référence à l'un des deux récits bibliques de Daniel dans la fosse aux lions, on trouve toujours soit un ange, soit le petit prophète Habacuc (Livre de Daniel, chapitre XIV, v. 36) et les lions ont la gueule fermée (comme à l'église de Saint-Quentin-de-Baron). Par contre des représentations caricaturales, comme ici et dans le sanctuaire de l'église de Doulezon — qui d'ailleurs, possède un véritable Daniel aux lions sur un chapiteau du portail —, sont assez nombreuses. Elles illustrent l’hypocrisie du faux prêcheur mais vrai pécheur, qui tente de servir deux maîtres : Dieu et le démon de la chair. Le même thème se retrouve sur l'un des chapiteaux de l'intérieur de l'église. Ce sont des édifications morales, à l'intention des pèlerins de passage, sur le chemin de Compostelle.

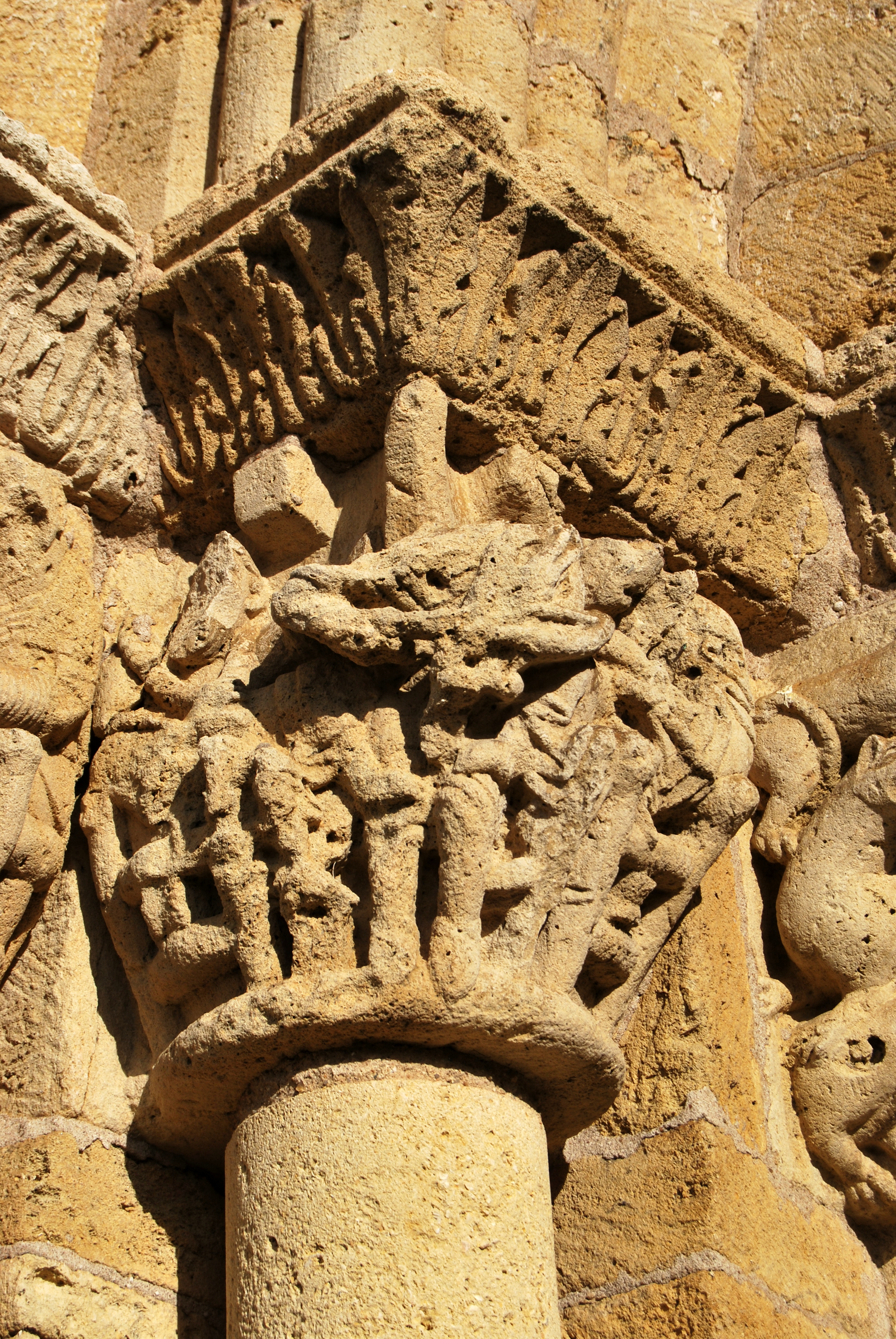
Musicien et deux danseuses

Chapiteau N2 : Musicien et deux danseuses
Sur la corbeille, trois personnages sont assis sur des chaises rustiques. Tous les trois ont été décapités par des iconoclastes, probablement à la fin du XVIIIe siècle. L'usure naturelle et la défiguration rendent la lisibilité du scénario difficile. La place centrale de la corbeille est occupée par un joueur de vièle habillé d'un ensemble côtelé. Il promène son archet sur les deux cordes de son instrument qu'il tient le manche vers le sol. Léo Drouyn, qui l'a vu en meilleur état, décrivait : « Assises à ses côtés, deux jeunes femmes à longues nattes, le cou entouré d'une corde ».
Les jeunes femmes lèvent une jambe qu'elles appuient sur la cuisse du musicien. Celle de gauche reste assise et celle de droite est contorsionnée en un arc de cercle, typique de la chorégraphie de l'époque. Il était de bon ton de fustiger ces frivoles abandons des sens et un leitmotiv rappelant que la musique profane et la danse sont les prémices de la luxure.
Ce chapiteau fait partie du répertoire des formations musicales recensées dans les églises romanes de la Gironde. D'autres exemples s'en voient dans les églises d'Artigues, de Blasimon, de Castelviel, de Jugazan, de Loupiac ou de Saint-Martin-de-Sescas.
Chapiteau N3 : La Chandeleur, appelée fête de la Présentation de Jésus au Temple ou Hypapante
Ici encore, des personnages ont été décapités mais le thème est identifiable par un certain nombre de détails bien visibles et permet de faire le lien avec les récits bibliques.
Sur la corbeille, on voit quatre personnages : à gauche, un homme porte deux colombes et sur l'angle, une femme porte un jeune enfant qu'elle tend à un homme assis sur une chaise.
Le scénario est celui de la présentation de l'enfant Jésus au Temple de Jérusalem, 40 jours après sa naissance. L'homme à gauche est Joseph portant le couple d'oiseaux destiné au sacrifice à Yahweh (Lévitique, chapitre XII, verset 8). Joseph et Marie viennent d'effectuer le voyage de Bethléem à Jérusalem et ils pénètrent dans le Temple. Marie confie l'enfant Jésus au vieillard Syméon, un homme juste et pieux, que l'on voit, à droite, saisir l'enfant de ses deux mains, conformément à l'évangile selon Luc (chapitre II, versets 28-29).

Chapiteau N4 : Scène de pugilat
La corbeille est très abîmée et difficile à lire, car les corps ont été martelés et l'érosion est importante. On trouve les restes de trois personnages. Sur la face intérieure, un homme portant les cheveux longs et flottants, est debout. Il semble être en position de combat contre un autre homme, qui est sur le dos et dont les jambes sont relevées, sur la face extérieure. À l'angle supérieur droit, on voit une partie de la tête renversée d'un clerc, que l'on reconnait à sa tonsure.
Les ateliers autour de Bordeaux avaient un certain penchant pour les scènes de corps-à-corps, qui servaient à fustiger les vices capitaux de zizanie (Discordia) et de colère (Ira).

#### Ébrasement sud
Chapiteau S1 : Scène animalière
Ce chapiteau, victime d'une érosion alvéolaire, n'est guère lisible. Drouyn a laissé seulement le commentaire suivant : « trois quadrupèdes combattant ». On ne peut en dire plus.

Chapiteau S2 : L'avare agenouillé entre deux hommes « perdus »
Le chapiteau est abîmé, mais quelques détails, toujours visibles, laissent deviner la mise en scène d'un sujet récurrent : dénoncer le péché capital de l'avarice. Au centre de la corbeille, un homme, à tunique courte, se tient agenouillé. Pendue à son cou, une bourse gonflée l'identifie comme un homme assoiffé d'argent. À ses côtés, deux personnages ont la tête en bas. Celui de droite est le mieux conservé. Ses pieds dépassent de sa tunique touchant la nuque de l'avare. Il porte une ceinture à boucle dorsale, signe vestimentaire très négatif des gens de mauvaise compagnie et de professions maudites (bateleurs, invertis, acrobates, danseurs et histrions).
Chapiteau S3 : saint Michel tuant le dragon
Un thème classique : un archange, conventionnellement identifié à saint Michel, transperce de la pointe de sa lance, la gorge du dragon qu'il piétine en vainqueur. Le dragon reproduit un prototype local et primitif du serpent écailleux à ailerons bilatéraux ; l'ange a la tête nimbée et son système alaire est sophistiqué ; le fût de sa lance est court et disposé pour un gaucher. L'un des chapiteaux de l'église de Bouliac a les mêmes caractéristiques. Sans doute existait-il un modèle commun pour les deux églises dont le style archaïque s'éloigne des compositions des églises de Romagne et de Saint-Quentin-de-Baron.

Chapiteau S4 : Léopard et entrelacs
La corbeille présente une face tapissée d'un filet végétal fait de petites mailles à simple torsion et une autre face dont les mailles ont été distendues par un léopard qui s'est pris dedans. L'entrelacs est formé de lianes-rubans à quatre côtés qui semblent avoir été émises par la gueule du léopard, qui a malheureusement été détruite.
L'auto-emprisonnement du sujet par les liens qu'il a lui-même émis oralement est une image investie d'un contenu symbolique et moral fort et souvent exploité dans l'art roman.

### Les modillons
Sur la façade occidentale, se trouvent deux rangées de 10 et 15 modillons et sur le chevet une rangée de 18. Aujourd'hui, il ne reste que deux modillons figurés sur la façade et quatre sous la corniche du chevet.

Modillons figurés du chevet
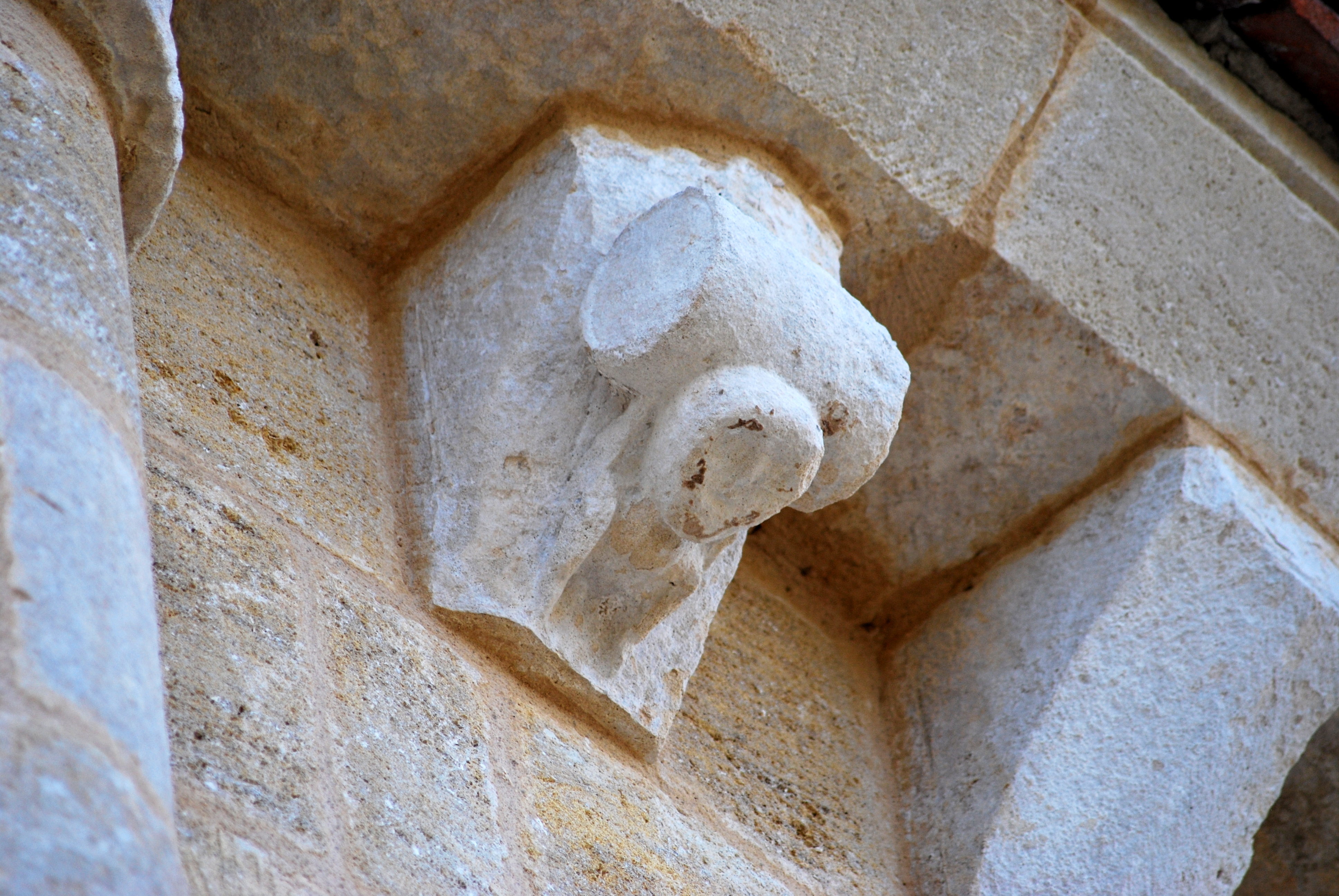
Tonnelet
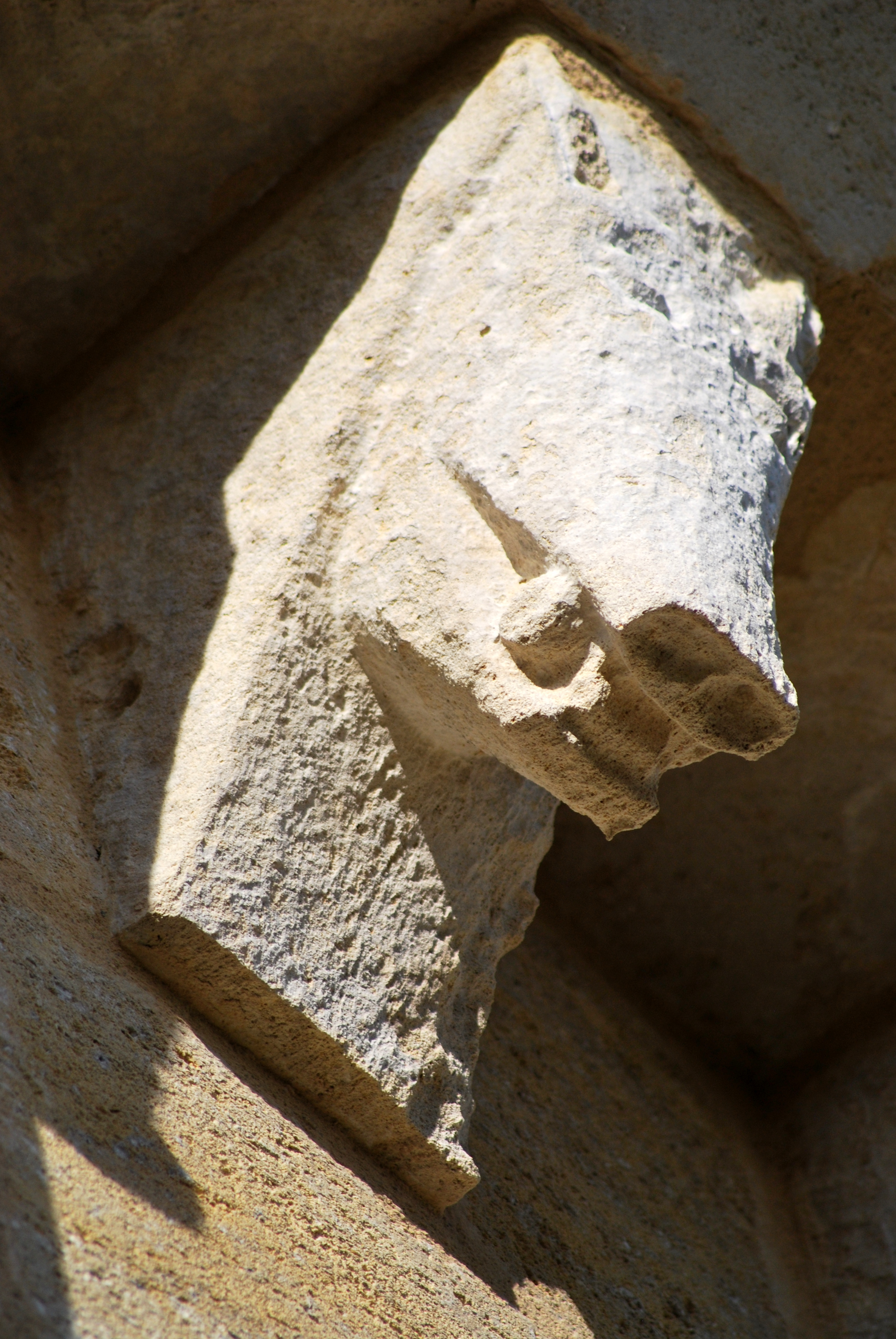
Loup avec proie
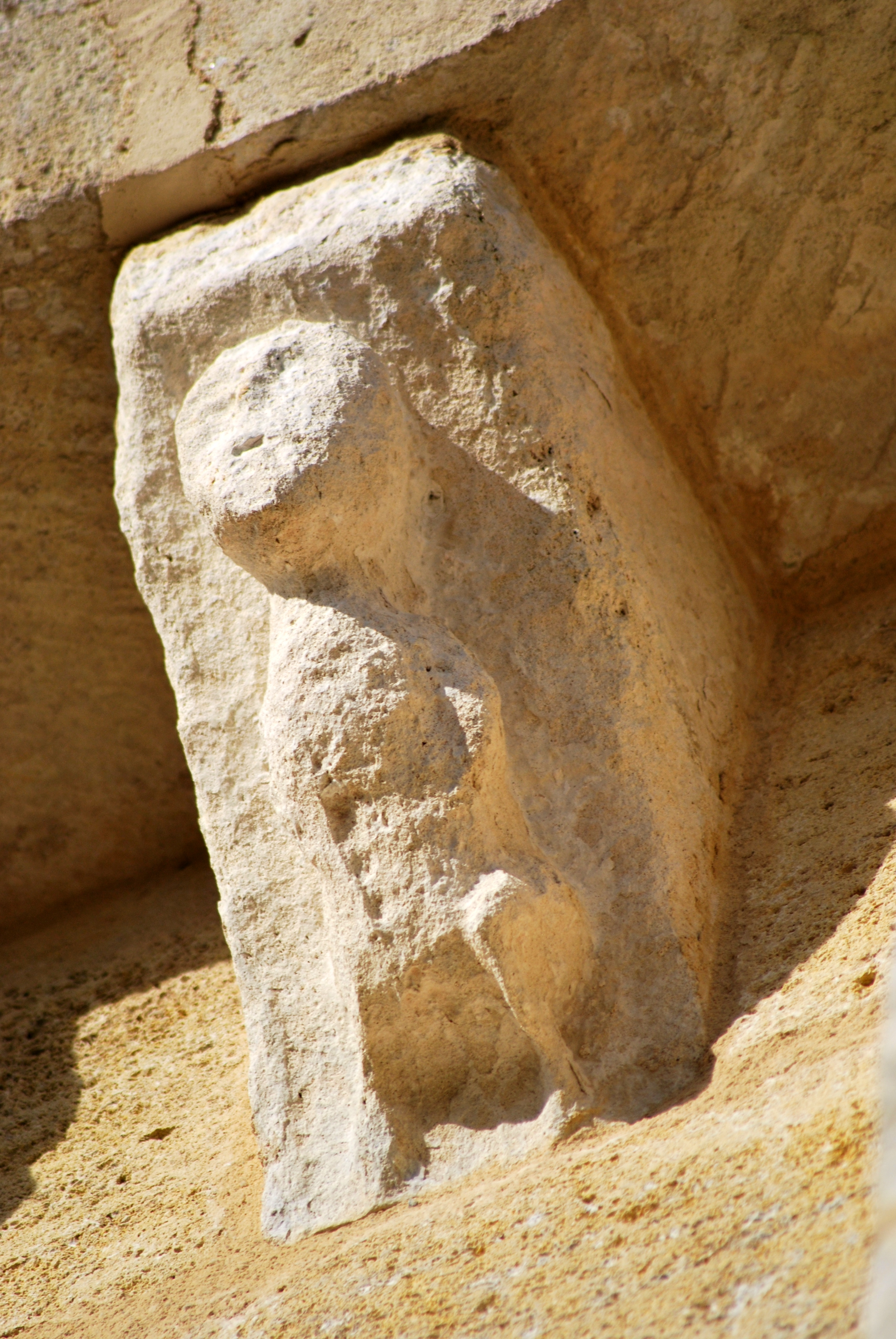
Exhibitionniste
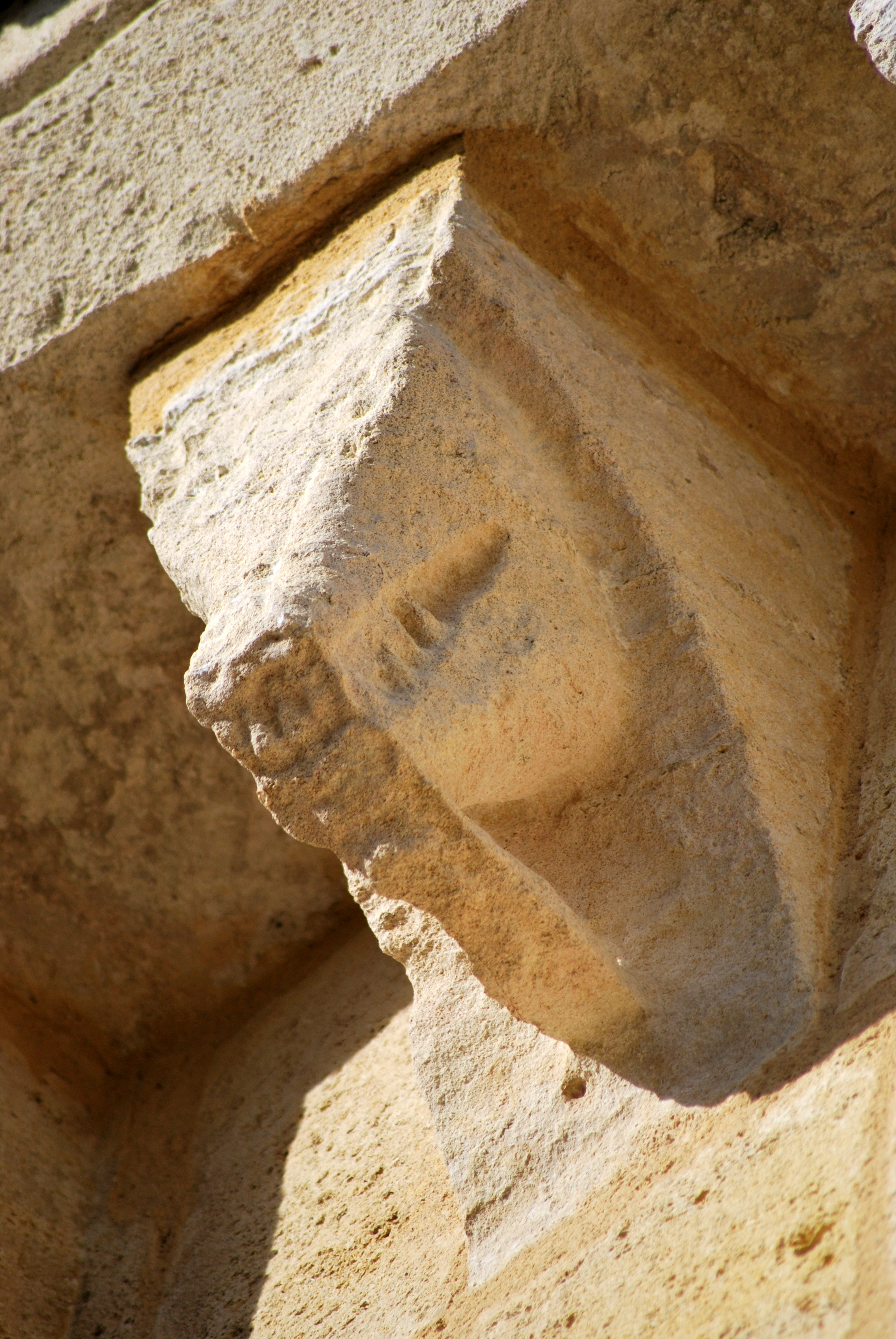
Loup

On trouve sous la corniche du chevet : un tonnelet de vin, un loup avec une billette dans la gueule, soit un homme ithyphallique soit une femme exhibitionniste (difficile à deviner, car les parties sexuelles ont été martelées) et un loup.

Modillons figurés de la façade
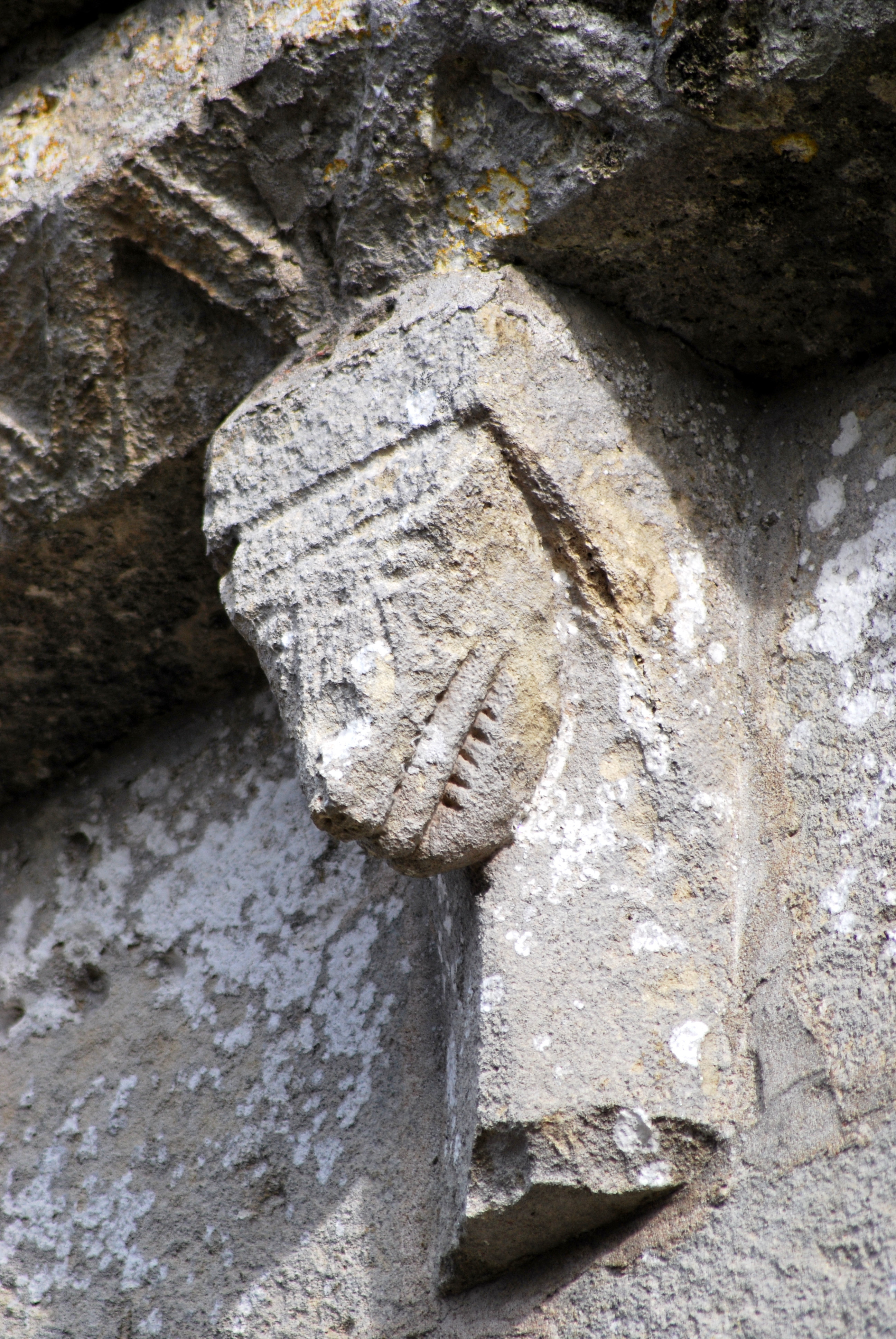
Loup
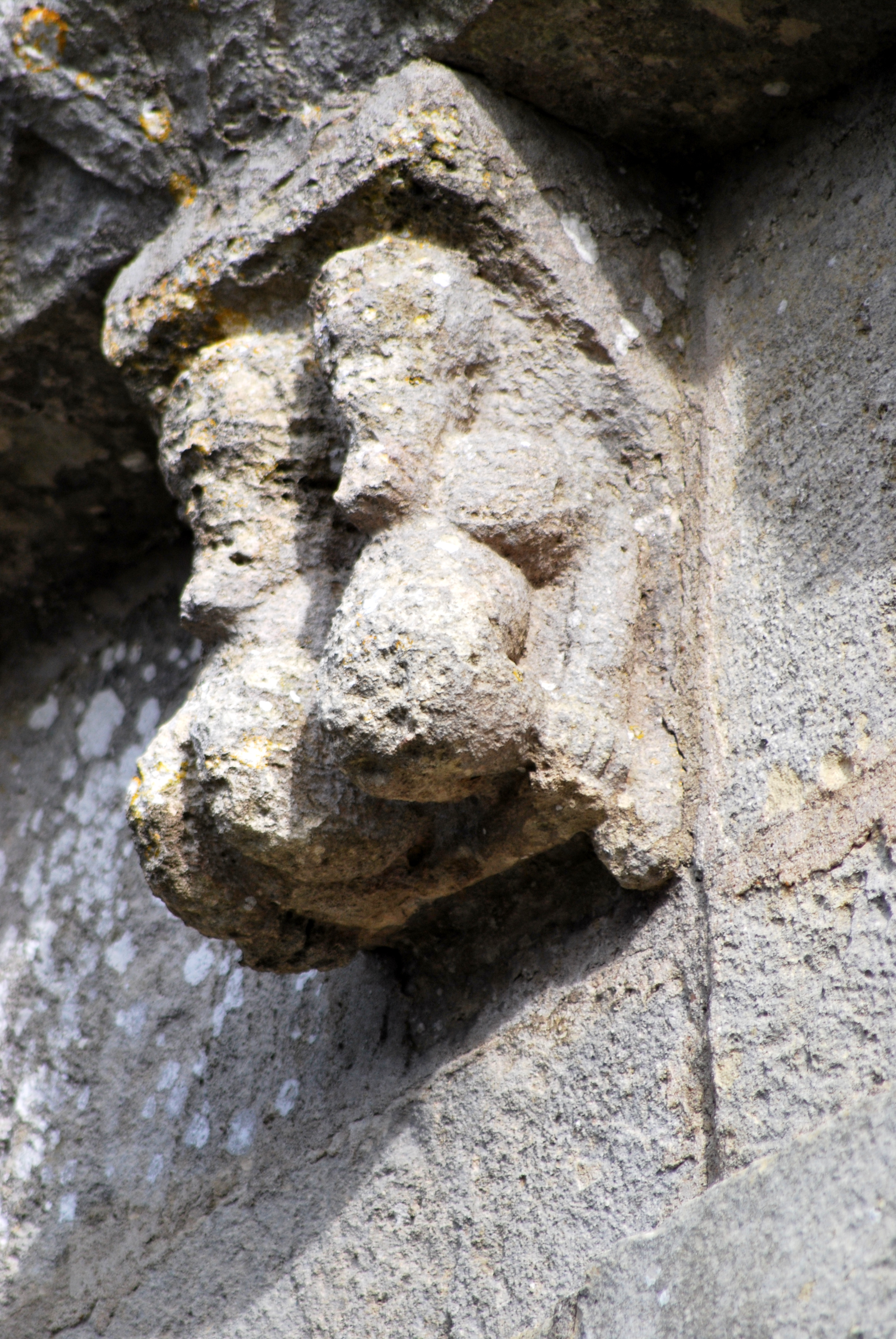
Les « invertis »

Sous la corniche de la façade ouest, se trouvent : un loup et deux hommes « invertis » — des hommes nus, accroupis et vus de dos pour la partie inférieure du corps et de face pour la partie supérieure du corps —. Généralement, ce type de modillon désignait les relations homosexuelles.
Ces représentations, dénonçant les péchés capitaux, sont classiques dans l'iconographie des modillons romans et laissent supposer que les modillons figurés originaux étaient aussi du même style et qu'ils ont été détruits dans le même temps que les têtes des personnages sur les chapiteaux étaient martelées.

## L'iconographie romane intérieure
Les corbeilles des piliers de la coupole de la croisée sont de grand format. Une suite de volutes tapisse les tailloirs ; certains angles portent un masque animalier ou humain. Tous les chapiteaux seraient encore en parfait état si l'on n'avait pas martelé 8 des 18 têtes.

### Les quatre piliers de la coupole
Pilier nord-ouest de la coupole : deux centaures chassant deux sirènes
La corbeille comporte cinq êtres vivants. Sur la face principale, au centre, un serpent vertical, flanqué de deux centaures affrontés qui se détournent ensemble pour décrocher une flèche aux deux sirènes-oiseaux perchées sur les petits côtés.
Le serpent, plaqué verticalement sur la nervure centrale, est là pour signaler la présence du Mal, en la personne des deux sirènes. L'aspect protecteur des deux centaures, qui tournent le dos à Satan pour exterminer la Tentation est ainsi renforcé. La sirène était l'emblème de la tentation charnelle, la porte du péché. Ici, elles sont des sirènes-oiseaux, selon la mythologie grecque, au lieu des sirènes-poissons de la mythologie scandinave.
Le Centaure — également de la mythologie grecque — se trouve souvent sur les chapiteaux historiés et les modillons. C'est à partir du XIe siècle que le Centaure devient une figure centrale de l'imagerie de l'édification morale. Sa mission est d'exterminer le Mal (sirènes et autres démons), mais la différence avec les anges est qu'il est un habitant de la terre et semblable en cela à n'importe quel homme. De sorte que le message, implicite dans les images apparemment anodines, était « révolutionnaire », puisqu'il induisait, pour l'homme, la possibilité de se libérer seul du Mal, en faisant appel aux seules forces terrestres.
Pilier sud-ouest de la coupole : le sacrifice d'Isaac
Le chapiteau a souffert des destructions malveillantes : tous les visages ont été dégradés, sauf celui d'Isaac.
Sur le petit côté, se trouve un ange, en vue frontale, sur le nimbe duquel est perché un oiseau dont le bec pointe vers le bois de l'holocauste, porté sur le dos par Abraham. L'oiseau représente la voix de Yahweh qui demande à Abraham de sacrifier son fils sur le mont Moriah (Genèse, chapitre XXII, verset 2). Abraham porte dans la main droite le fourreau cylindrique du couteau sacrificiel.
Le récit du sacrifice interrompu se trouve sur la face principale et l'autre petit côté. Au milieu de la face principale, se tient debout l'ange de Yahweh (malheureusement abîmé). On suppose qu'il indique le substitut du sacrifice, un gros bélier placé au premier plan et qui masque le bas de son corps. À l'angle ouest, se trouve le patriarche, les bras étendus. On devine que sa main droite, qui tenait le couteau, a été arrêtée par l'ange et sa main gauche tient Isaac par les cheveux. Isaac est assis, nu, sur le fagot de l'holocauste et regarde stoïquement devant lui, avec les mains croisées en signe de soumission.
Pilier nord-est de la coupole : l'homme, l'ange et la bête
Le chapiteau ouest du pilier possède une corbeille ornée de simples feuilles d'acanthe. Le chapiteau à l'entrée du presbytérium est plutôt énigmatique. Léo Drouyn a proposé l’interprétation suivante, tirée du Premier livre des Rois (chapitre XIX, versets 3-9) : « le prophète Élie endormi sous le genièvre et nourri par l'ange avec galette chaude et cruche d'eau », dont le récit biblique a le mérite de correspondre, en grande partie, aux personnages de la sculpture.

Sur le petit côté ouest, face aux paroissiens, se trouve une créature bizarre. Le bas du corps a le profil d'un quadrupède, ses pattes ne touchent pas le sol, donnant l'impression qu'il vole. Issu de son poitrail, s’élève un long buste à visage d'homme en train de rire. En guise de chevelure, un toupet de spirales dessine un cœur. Ses bras exhibent une grosse liane côtelée, enroulée en boucle, dont les bouts s’épanouissent en spathes. Cette disposition florale désigne le genre arum, qui est utilisé pour représenter les organes des deux sexes. Cette créature qui manipule des arums turgescents dont les tiges emprisonnent un motif vulvaire et qui, lui-même, porte un cœur, semble donc conçu pour évoquer les joies et les plaisirs charnels.
Sur la face principale, un personnage est étalé, les bras en croix, sous la frondaison d'un arbuste qui le protège. Malgré ses longs cheveux, l'absence de seins confère une identité masculine.
L'arbuste possède trois racines, ce qui n'est pas anodin. Il s'agit de l'arbre en Y, ou Upsilon majuscule, donc avec deux branches dissymétriques, représentant symboliquement les deux voies qui s'offrent à l'homme : celle du Vice, qui est large et facile (bras gauche) et celle de la Vertu, étroite, austère et rébarbative, un vieux poncif pythagoricien qui fit florès au Moyen-Âge. Ici, la première branche, longue, luxuriante qui abrite l'oisiveté de l'homme et la gourmandise des deux oiseaux picorant aux extrémités, est la route du Vice qui est aussi dirigée vers le démon des plaisirs en train de jubiler. Le second rameau est minuscule, avec deux ou trois feuilles : c'est la voie de la Vertu. Il est dirigé vers l'ange, qui occupe la troisième face de la corbeille.
L'ange, tête nimbée et ailes ouvertes, se tient debout sur l'astragale. Il tend à l'homme pécheur le remède pour la vie éternelle : la gourde de vin et le pain consacrés de l'Eucharistie.
La similitude avec les prêches d'Élie (« Entre Yahweh et Baal, le faux dieu, il faut choisir, car l'homme ne peut pas servir deux maîtres ») est évident.
Pilier sud-est de la coupole : la tentation d'Adam et Ève
Au centre de la face principale, se trouve l'arbre de la connaissance du bien et du mal. Son feuillage abrite des fruits ronds que cueillent Ève et Adam. Chacun a couvert son sexe d'une grande feuille. Le serpent est enroulé autour du stipe et sa longue queue est venue se glisser sous la feuille qui cache le sexe d'Ève. Ce sous-entendu que le serpent l'a possédé sexuellement et que le péché originel venait aussi de la femme, faisait partie de la tradition misogyne du clergé.
Sur le petit côté ouest, Yahweh, au nimbe crucifère, chasse Adam du paradis et sur le côté est, Adam bêche la terre.

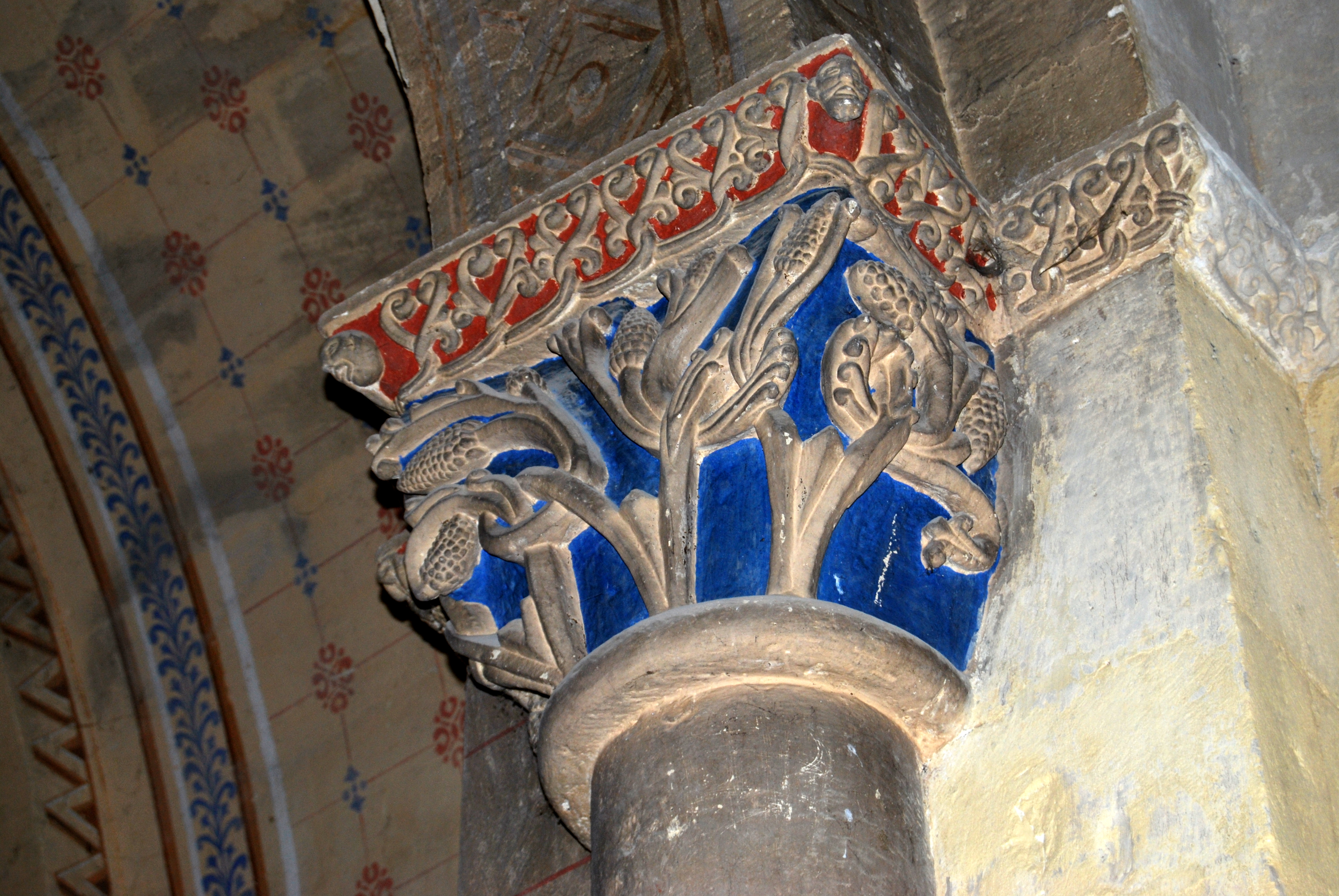
Entrelacs de tiges à fruits vénéneux

Chapiteau nord S4 : Entrelacs de tiges à fruits vénéneux
Sur une gracieuse corbeille, s'entrelacent des tiges qui portent un fruit en forme de framboise pointue. Il est possible que ce soit le fruit de l'arum, dont il est question sur le chapiteau nord-est (N4) situé en vis-à-vis.
À l'angle du tailloir, les masques maléfiques, cracheurs de lianes, sont toujours en place et intacts. Ces masques renforcent le sens négatif du fruit de la corbeille.

### La fenêtre axiale de l'abside
Les colonnettes les deux sculptures nord et sud sont des œuvres ordinaires. Les tailloirs des chapiteaux sont ornés de rinceaux sur un seul côté, car la face interne a été découpée lors du montage de l'arc.
Chapiteau nord : Deux sirènes-poissons
Les deux sirènes sont assises côte-à-côte, leurs queues repliées vers le haut, et elles tiennent leurs longues chevelures d'une main. De l'autre, elles tiennent ensemble une tige fleuronnée au-dessus de leurs têtes. Les deux sirènes sont vieilles, décharnées et grimaçantes.
Le chapiteau est une piètre réplique d'un des grands chapiteaux de l'abbaye de La Sauve-Majeure.
Chapiteau sud : Lion et rinceaux
Cette composition est semblable à celle du chapiteau S4 de l'ébrasure sud du portail. On voit un félin avec crinière, peut-être un lion, qui a seulement trois pattes. Sa queue n'est pas sexualisée. Cependant, il a gardé sa tête, ce qui permet de vérifier que les lianes à quatre brins jaillissent de l'intérieur de son corps et l’emprisonnent dans leurs méandres.